# Hypochaeris
Hypochaeris és un gènere de plantes de flors pertanyent a la família Asteraceae.

## Taxonomia
A desembre de 2023 hi han acceptades 95 espècies:
| - Hypochaeris acaulis - Hypochaeris achyrophorus - Hypochaeris alba - Hypochaeris albiflora - Hypochaeris angustifolia - Hypochaeris apargioides - Hypochaeris arachnoides - Hypochaeris arenaria - Hypochaeris atlantica - Hypochaeris balbisii - Hypochaeris brasiliensis - Hypochaeris caespitosa - Hypochaeris catharinensis - Hypochaeris chillensis - Hypochaeris chondrilloides - Hypochaeris chubutensis - Hypochaeris ciliata - Hypochaeris clarionoides - Hypochaeris claryi - Hypochaeris confusa - Hypochaeris crepioides - Hypochaeris cretensis - Hypochaeris cupressorum - Hypochaeris deserticola - Hypochaeris dolosa - Hypochaeris dubia - Hypochaeris echegarayi - Hypochaeris elata - Hypochaeris erecta - Hypochaeris eremophila - Hypochaeris eriolaena - Hypochaeris foliosa - Hypochaeris gayana - Hypochaeris glabra - Hypochaeris glabrata - Hypochaeris graminea - Hypochaeris grandidentata - Hypochaeris grisebachii - Hypochaeris helvetica - Hypochaeris hirta - Hypochaeris hispidula - Hypochaeris hohenackeri - Hypochaeris incana - Hypochaeris jussieui - Hypochaeris laciniosa - Hypochaeris laevigata - Hypochaeris leontodontoides - Hypochaeris lessingii | - Hypochaeris linearifolia - Hypochaeris lutea - Hypochaeris maculata - Hypochaeris magellanica - Hypochaeris megapotamica - Hypochaeris melanolepis - Hypochaeris meyeniana - Hypochaeris microcephala - Hypochaeris montana - Hypochaeris montana - Hypochaeris mucida - Hypochaeris nahuelbutae - Hypochaeris nahuelvutae - Hypochaeris neopinnatifida - Hypochaeris oligocephala - Hypochaeris palustris - Hypochaeris pampasica - Hypochaeris patagonica - Hypochaeris petiolaris - Hypochaeris pilosa - Hypochaeris procumbens - Hypochaeris radiata - Hypochaeris radicata - Hypochaeris robertia - Hypochaeris rutea - Hypochaeris saldensis - Hypochaeris salzmanniana - Hypochaeris schizoglossa - Hypochaeris scorzonerae - Hypochaeris serioloides - Hypochaeris sessiliflora - Hypochaeris setosa - Hypochaeris shermanum - Hypochaeris sichorioides - Hypochaeris soratensis - Hypochaeris spathulata - Hypochaeris taraxacoides - Hypochaeris tenerifolia - Hypochaeris tenuiflora - Hypochaeris tenuifolia - Hypochaeris thermarum - Hypochaeris thrincioides - Hypochaeris toltensis - Hypochaeris tropicalis - Hypochaeris uniflora - Hypochaeris variegata - Hypochaeris webbii |